# مايكل كرون-دلي
مايكل كرون-دلي (بالدنماركية: Michael Krohn-Dehli)‏ (مواليد 6 يونيو 1983 في كوبنهاغن) هو لاعب كرة قدم دنماركي. يجيد اللعب في خط الوسط.
بدأ مسيرته الكروية مع نادي روسنهوي في الدنمارك. لعب بعدها مع أندية هفيدوفره، بروندبي وأياكس.

## وصلات خارجية
- مايكل كرون-دلي على موقع الاتحاد الدولي (مؤرشف)  (الإنجليزية)
- مايكل كرون-دلي على موقع الاتحاد الأوربي (الإنجليزية)
- مايكل كرون-دلي على موقع قاعدة بيانات كرة القدم.إي يو (الإنجليزية)
- مايكل كرون-دلي على موقع ناشيونال فوتبول تيمز (الإنجليزية)
- مايكل كرون-دلي على موقع Soccerway.com (الإنجليزية)
- مايكل كرون-دلي على موقع عالم كرة القدم.نت (الإنجليزية)
- مايكل كرون-دلي على موقع كووورة
- مايكل كرون-دلي على موقع AS.com (الإسبانية)

- إحصائيات اللاعب